# Werner Schmincke
Werner Schmincke (* 19. Dezember 1920 in Bad Elster; † 13. April 2003 in Dresden) war ein deutscher Sozialmediziner und Hochschullehrer. 

## Leben und Wirken
Nach dem Schulabschluss studierte er Humanmedizin, promovierte 1955 an der Universität Leipzig zum Dr. med. Nach seiner Habilitation wurde er 1960 Dozent und ab 1916 Professor mit Lehrauftrag an der Medizinischen Akademie in Dresden, deren Rektor er später wurde. 
Er war zunächst Vizepräsident und später Präsident der Gesellschaft für die gesamte Hygiene.

## Schriften (Auswahl)
- Die Typhus-Epidemie im Kreise Löbau im Spätsommer 1953, 1955.
- Die Statistik der Behandlungsfälle stationärer Einrichtungen als Mittel der Grundlagenforschung für die Organisation des Gesundheitsschutzes. Dresden 1959.
- Patient und Krankenhaus. Berlin 1984.